# Леска (Мала Преспа)
Вижте пояснителната страница за други значения на Леска.
Лѐска (на албански: Leska, Lajthizë) e село в Република Албания в областта Мала Преспа, област Корча, община Пустец. Към 2007 година има около 300 – 350 жители.

## География
Селото е разположено на 2 km южно от общинския център Пустец, в югоизточника склонове на Галичица. В Леска живеят основно хора с македонска или българска национална идентичност.

## История
В края на XIX век е чисто българско село. Според статистиката на Васил Кънчов („Македония. Етнография и статистика“) в 1900 година в Ляйтиза живеят 70 българи християни.
На Етнографската карта на Битолския вилает на Картографския институт в София от 1901 година Лайтис е чисто българско село в Корчанската каза на Корчанския санджак с 10 къщи.
Всички българи християни в селото са под върховенството на Българската екзархия. По данни на секретаря на екзархията Димитър Мишев („La Macédoine et sa Population Chrétienne“) в 1905 година в Лески има 120 българи екзархисти. Според Георги Трайчев през 1911/1912 година в Лѣска има 8 къщи с 85 жители.
Боривое Милоевич пише в 1921 година („Южна Македония“), че Леска има 8 къщи славяни християни.
В 1939 година Лазо Трайков от името на 15 български къщи в Леска подписва Молбата на македонски българи до царица Йоанна, с която се иска нейната намеса за защита на българщината в Албания – по това време италиански протекторат.
| Година | Население |
| 1926   | 68        |
| 1945   | 84        |
| 1960   | 149       |
| 1969   | 157       |
| 1979   | 182       |
| 1989   | 215       |
| 2000   | 232       |

В 2013 година официалното име е сменено от Лайтиза (Lajthizë, калка на българското – от lajthi, леска) на оригиналното Леска (Leska).

## Личности
Родени в Леска
- Спасе Мазенковски (1953 - 2018), писател